# Katleen De Vylder
Katleen De Vylder (ca.1963) is een Vlaamse concertharpist en componiste. Ze speelt en componeert vooral solo en wordt  in de harpwereld  daarom ook wel als een einzelgänger beschouwd. Naast de muziek is ze actief in heemkundig onderzoek, waarin ze voortborduurt op het werk van Frans Bresseleers. 

## Biografie
De Vylder is kleinkind van onderwijzer en later schooldirecteur Frans Bresseleers, tevens een schrijver en heemkundige uit Ekeren. Hij was getrouwd met Carolina Hens (1901-1979). Ze kregen acht kinderen, waaronder de muzikaal aangelegde Lutgardis (Lutgart) Bresseleers (1932), De Vylders moeder. Zij zou pianiste worden, maar speelde ook de accordeon.
Katleen De Vylder studeerde met name bij Susanna Mildonian en aan het Koninklijk Vlaams Muziekconservatorium te Antwerpen. Ze reisde door Vlaanderen en omstreken voor optredens als soliste of vergezeld van een violist, cellist, doedelzakspeler, fluitist, zangeres, woordkunstenaar, fotograaf, schilder, beeldhouwer, of schrijver.
In de harpwereld wordt ze beschouwd als een 'einzelgänger' en haar composities zijn een mix van klassiek, romantiek en impressionisme. Ze bezit een 'Salvi Egan'-harp (model Aurora), genoemd naar John Egan, een Ierse harpbouwer uit de 19e eeuw.
De Vylder is moeder van twee kinderen, Nele en Reinhart Paelinck, die zij met haar moeder met muziek heeft grootgebracht. Nele is podiumartiest met diverse muzikale vaardigheden, en haar broer speelt de cello.

## Oeuvre

### Discografie
- Op harpen en snaren, Ferry' Records (1997)[10]
- Met Harp en Ziel (2000)
- Die Goede Oude Kerst (2003), met Nele Paelinck (viool) en Reinhart Paelinck (cello).[11]
- Over Levenskunst met Fingersptizengefühl (2005)[12]
- Harpgetijden (2017)[13][14][15]
- Harpliedekens (2019)[16][17][18][19][20]
- Minnestreel der dansende zielen (2021)[9][1] [21]

### Composities voor harpsolo
- In het oog van de storm (2022)[22][23]
- Zwanenzang der IJsbergen (2023)[24]

### Publicaties
De Vylders boeken zijn in eigen beheer uitgegeven:
- Van Vlaamsche Verzekens, Sagen en Sterreliedekens (2009)[3]
- Over Groot Moeders' Leven (2011)[4]
- Het Laerhof en zijn Nobele Bewoners, van bisschop Caïmo en ridder van Delft tot Sint-Lucas (2014)[25][26]
- Naar Compostela vanuit de Lage Landen bij de Zee (2016)[27]
- De Pianiste Van De Zilverduin vertelt (2022)[5][28]

- Gemeinsame Normdatei: 1132547377
- MusicBrainz: 024087c0-c025-4628-a5e4-f9cb3bf3b02c
- Virtual International Authority File: 3508149619448404010008
- WorldCat: E39PCjJpcYfKwjGvKMhX4g6QxC